# Michał Syrowatka
Michal Syrowatka (ur. 10 lutego 1988 w Ełku) – polski bokser kategorii junior półśredniej.

## Pasy
Pas mistrza WBF International w wadze super-lekkiej zdobyty 22 grudnia 2013 roku w Radomiu, gdzie Syrowatka pokonał francuza Aboubekera Bechelaghema.

## Kariera amatorska
Syrowatka w czasie trwania swojej amatorskiej kariery zdobył tytuł mistrza (2009) i wicemistrza (2007, 2008) Polski seniorów w wadze lekkiej oraz wicemistrza Polski juniorów w wadze piórkowej (2005, 2006) w barwach Mazura Ełk, zdobył także tytuł mistrza Polski seniorów w wadze lekkopółśredniej w barwach Hetmana Białystok (2011).

## Kariera zawodowa
Pierwszą swoją zawodową walkę Syrowatka stoczył 13 października 2012 roku na gali bokserskiej w Wieliczce, gdzie pokonał na punkty łotysza Jevgenijsa Fjodorovsa. Kolejnymi bokserami pokonanymi przez Syrowatke byli: Sandor Racz, Laszlo Robert Balogh, Laurent Ferra, Andrei Staliarchuk, Franck Petitjean, Aboubeker Bechelaghem, Alex Bone, Ala Edine Moussa oraz Michał Chudecki.
10 maja 2014 Syrowatka wystąpił w zakontraktowanym na sześciorund pojedynku na Gali Boksu Boxing Night w Brodnicy. Galę organizowali we współpracy A. G. Promotion, DW Boxingroup oraz Miasto Brodnica a bezpośredniej transmisji z widowiska dokonała telewizja Polsat. Syrowatka zwyciężył francuza Edine Moussę (6-4-1, 1 KO) przez nokaut w czwartej rundzie. Syrowatka od pierwszego gongu świetnie wyczuwał dystans i punktował przeciwnika. Francuz był liczony już w drugiej rundzie, ale zdołał jeszcze wrócić do gry. W końcówce czwartego starcia Polak skontrował lewy prosty Moussy swoim prawym sierpem i było po wszystkim.
8 listopada 2014 na gali Polsat Boxing Night w Krakowie wygrał przez nokaut w pierwszej rundzie z Michałem Chudeckim.
21 marca 2015 na II Gali Boksu Boxing Night w Brodnicy zmierzył się w dziesięciorundowej walce wieczoru, o międzynarodowe mistrzostwo Polski wagi półśredniej z Felixem Lorą (18-13-5, 9 KO). Pokonując Dominikańczyka jednogłośnie na punkty 98:90, 96:92 i 97:91.
27 czerwca 2015 w Krynicy pokonał przez techniczny nokaut trzeciej rundzie Belga Tarika Madni (19-8-1, 1 KO).
15 lipca 2017 roku na Wembley pokonał przez TKO w 12 rundzie faworyzowanego Robbiego Daviesa Jnr (15-0, 11 KO). Do momentu nokautu przegrywał ten pojedynek na punkty u wszystkich sędziów.

## Lista walk zawodowych
| Wynik     | Bilans walk | Przeciwnik            | Werdykt | Runda        | Data       | Miejsce                                                | Uwagi                                 |
| --------- | ----------- | --------------------- | ------- | ------------ | ---------- | ------------------------------------------------------ | ------------------------------------- |
| Przegrana | 23-6        | Lukas Dekys           | KO      | 3/6 (0:49)   | 17.12.2021 | Hala MOSiR, Radom                                      |                                       |
| Wygrana   | 23-5        | Piotr Szmajda         | KO      | 5/6 (1:54)   | 29.10.2021 | Hala MCKiS, Jaworzno                                   |                                       |
| Przegrana | 22-5        | Przemysław Runowski   | TKO     | 4/10 (0:34)  | 05.12.2020 | DoubleTree by Hilton Hotel Conference Centre, Warszawa |                                       |
| Przegrana | 22-4        | Oskari Metz           | PTS     | 8/8          | 31.07.2020 | Radom                                                  |                                       |
| Wygrana   | 22-3        | Atilla Kayabasi       | UD      | 8/8          | 29.11.2019 | Hala MOSiR, Ełk                                        |                                       |
| Wygrana   | 21-3        | Maxim Churbanov       | SD      | 10/10        | 07.09.2019 | Rynek Kościuszki, Białystok                            |                                       |
| Przegrana | 20-3        | Enock Poulsen         | UD      | 12/12        | 15.06.2019 | Randers Hallen, Randers                                | Pojedynek o pas mistrzowski EBU       |
| Wygrana   | 20-2        | Artem Ayvazidi        | UD      | 6/6          | 22.09.2018 | Hala Sportowa im. Olimpijczyków Polskich, Łomża.       |                                       |
| Przegrana | 19-2        | Robbie Davies Jr.     | TKO     | 12/12 (2:30) | 31.03.2018 | BT Convention Centre, Liverpool                        | Stracił pas WBA Continental           |
| Wygrana   | 19-1        | Robbie Davies Jr.     | TKO     | 12/12 (1:48) | 15.07.2017 | Wembley Arena, Londyn                                  | Zdobył tytuł WBA Continental.         |
| Wygrana   | 18-1        | Krzysztof Szot        | UD      | 6/6          | 22.04.2017 | Arena Legionowo, Legionowo                             |                                       |
| Wygrana   | 17-1        | Elmo Traya            | TKO     | 7/8 (1:27)   | 25.02.2017 | Arena Szczecin, Szczecin                               |                                       |
| Wygrana   | 16-1        | Norwin Galo           | RTD     | 5/8 (3:00)   | 05.11.2016 | Hala ICDS, Łomianki                                    |                                       |
| Wygrana   | 15-1        | Andrej Stalarczuk     | UD      | 6/6          | 07.05.2016 | Hala Widowiskowo-Sportowa "Jaskolka", Tarnów           |                                       |
| Wygrana   | 14-1        | Rafał Jackiewicz      | UD      | 10/10        | 02.04.2016 | Kraków Arena, Kraków                                   |                                       |
| Przegrana | 13-1        | Rafał Jackiewicz      | TKO     | 4/10 (0:43)  | 12.12.2015 | Hala Sportowo-Widowiskowa MOSiR, Ełk                   |                                       |
| Wygrana   | 13-0        | Tarik Madni           | TKO     | 3/10 (2:24)  | 27.06.2015 | Krynica                                                | Zdobył tytuł wakat WBC Baltic Silver. |
| Wygrana   | 12-0        | Felix Lora            | UD      | 10/10        | 21.03.2015 | Hala Widowiskowo-Sportowa OSiR, Brodnica               |                                       |
| Wygrana   | 11-0        | Michał Chudecki       | KO      | 1/10 (1:27)  | 09.11.2014 | Kraków Arena, Kraków                                   |                                       |
| Wygrana   | 10-0        | Łukasz Janik          | UD      | 8/8          | 19.09.2014 | Hala sportowa MOSiR, Radom                             |                                       |
| Wygrana   | 9-0         | Ala Edine Moussa      | TKO     | 4/6 (2:59)   | 10.05.2014 | Hala Widowiskowo-Sportowa OSiR, Brodnica               |                                       |
| Wygrana   | 8-0         | Alex Bone             | UD      | 8/8          | 01.03.2014 | Hala OSiR, Suwałki                                     |                                       |
| Wygrana   | 7-0         | Aboubeker Bechelaghem | UD      | 8/8          | 22.12.2013 | Hala sportowa MOSiR, Radom                             |                                       |
| Wygrana   | 6-0         | Franck Petitjean      | UD      | 6/6          | 09.11.2013 | Hala Sportowo-Widowiskowa MOSiR, Ełk                   |                                       |
| Wygrana   | 5-0         | Andrej Stalarczuk     | UD      | 6/6          | 07.06.2013 | Hala Lodowa MOSiR, Oświęcim                            |                                       |
| Wygrana   | 4-0         | Laurent Ferra         | UD      | 6/6          | 10.05.2013 | Hala Urania, Olsztyn                                   |                                       |
| Wygrana   | 3-0         | Laszlo Robert Balogh  | KO      | 2/6 (1:26)   | 01.03.2013 | Hala Sportowa Częstochowa, Częstochowa                 |                                       |
| Wygrana   | 2-0         | Sandor Racz           | PTS     | 4/4          | 16.11.2012 | Hotel Trylogia, Zielonka                               |                                       |
| Wygrana   | 1-0         | Jevgenijs Fjodorovs   | UD      | 4/4          | 13.10.2012 | Kopalnia soli Wieliczka, Wieliczka                     |                                       |

Legenda: TKO – techniczny nokaut, KO – nokaut, UD – jednogłośna decyzja, SD- niejednogłośna decyzja, MD – decyzja większości, PTS – walka zakończona na punkty, RTD – techniczna decyzja sędziów 

## Niedozwolony doping
24 kwietnia 2012 roku Zarząd Polskiego Związku Bokserskiego ukarał Michała Syrowatkę, zdobywcę mistrzostwa Polski (2012) w wadze z limitem 64 kg, półroczną dyskwalifikacją i odebrał mu wywalczony w Poznaniu tytuł mistrza kraju. Decyzja PZB spowodowana była pozytywnym wynikiem kontroli antydopingowej, która wykryła w organizmie zawodnika Hetmana Białystok zabroniony środek - metyloheksanaminę.